# Östliche Burgholzer Sägmühle
Die Östliche Burgholzer Sägmühle ist eine abgegangene Wassermühle auf der Gemarkung von Alfdorf, einer Gemeinde im baden-württembergischen Rems-Murr-Kreis. Die Mühle befand sich im Rottal, südwestlich des Hüttenbühlsees, an der Mündung der Finsteren Rot in die Schwarze Rot.

## Lage und Geschichte
Die Mühle lag in dem heutigen Naturschutzgebiet Rottal zwischen Hüttenbühl und Buchengehren, einer ausgedehnten, offenen, feuchtnassen Tallandschaft. An dem ehemaligen Standort der Mühle, etwa 40 Meter vor der Mündung der Finsteren Rot in die Schwarze Rot, sind keine Überreste erhalten. Erstmals erwähnt wurde die Mühle in den Kartenwerken Andreas Kiesers im Jahre 1686. Weitere Nachrichten haben sich nicht erhalten. Dies deutet darauf hin, dass die Mühle schon am Ende des 17. Jahrhunderts oder zu Beginn des 18. Jahrhunderts abgegangen ist.